# Civic United Front
Die Civic United Front (CUF, Swahili: Chama Cha Wananchi) ist eine liberale muslimisch geprägte Partei in Tansania. Ihre Hochburgen befinden sich auf den Sansibar-Inseln Unguja und Pemba, sie ist jedoch (als einzige Oppositionspartei) flächendeckend im ganzen Land vertreten und auch in der Kommunal- und Regionalpolitik engagiert. Die Partei ist Mitglied der Liberalen Internationale.

## Geschichte
Die Civic United Front wurde am 28. Mai 1992 durch den Zusammenschluss zweier Bewegungen gegründet. Dies waren die Kamahuru, eine Interessengruppe für Demokratisierung in Sansibar, und die Bürgerbewegung Chama Cha Wananchi (CCW) auf dem Festland.
Die Partei wurde am 21. Januar 1993 registriert.

## Programm
Die Flagge der CUF beinhaltet die Farben weiß, blau und rot. Die weiße Farbe symbolisiert den Frieden, den die Partei innerhalb und außerhalb des Landes fördern möchte. Die blaue Farbe steht für die Erklärung der Menschenrechte der Vereinten Nationen und die Erklärung der Afrikanischen Union zu den Menschenrechten und den Rechten der Völker. Das Rot steht für das Ziel, ein demokratisches Mehrparteiensystem in Tansania zu errichten.
Das Logo der Partei zeigt eine Waage, umgeben von einer Sonne und darunter zwei Hände. Das Licht der Sonne steht für Wahrheit und gute Hoffnung, die Waage dafür, allen die gleichen Rechte zu gewähren und die sich umfassenden Hände symbolisieren den Zusammenhalt aller Bürger des Landes.

## Organisation
Parteivorsitzender ist Ibrahim Lipumba, Generalsekretär Seif Sharif Hamad.

## Wahlergebnisse
Bei den Parlamentswahlen 2015 errang die CUF 42 der 372 Mandate und somit den dritten Platz nach CCM und CHADEMA. Bei der Wahl 2020 erreichte die CUF nur 3 Sitze und fiel auf den vierten Platz hinter CCM, CHADEMA und ACT zurück.
Ibrahim Lipumba trat 1995, 2000, 2005, 2010 und 2020 zur Präsidentschaftswahl an.